# 殺人罪
殺人罪（さつじんざい）とは、人を殺すことによって成立する犯罪である。
日本法においては、刑法199条に規定された、故意による殺人を内容とする犯罪のみを「殺人罪」と呼称するが、この項目では、現行法か否か、あるいは「殺人罪」という呼称を有するか否かを問わず、およそ人を死に至らしめる行為を内容とする犯罪の全てを扱う。

## 概説
他人を殺害することは近代の社会においておおむね普遍的に「好ましくないこと」とされている。そのため、殺人は多くの国で犯罪として規定されており、殺人をした場合には殺人罪に問われる。近代社会では人命は高い価値を持つとされているため、殺人罪はほぼ例外なく重い犯罪として規定されている。
ただし、他人を殺したら犯罪として処罰するということについては近代社会ではおおむね共通しているものの、細かなところでは各国で扱いが異なる部分がある。「殺す意思があって殺した場合と殺す意思がなかったが死んでしまった場合との違い・その間の線引き」や「人を殺しても処罰されない場合の規定」などの部分である。また、歴史的に他人を殺しても条件を満たした場合は殺人罪に該当しないこともあった。
また、すべての殺人が殺人罪とされるわけではない。例を挙げれば、刑務として行う殺人（死刑）、公務として行う殺人（治安機関による検挙時の犯罪者射殺、政府が指揮し、防衛軍事機関が行う戦争行為）、正当防衛などやむをえない事情による殺人（犯罪の違法性阻却事由）などである。その一方、行為主体に関わらず殺人そのものに対する嫌悪感も強く、死刑廃止や戦争廃止を求める声も少なくない。ただしその場合でも、自分が生きるか死ぬかという極限状態における正当防衛だけは認めざるを得ないのが実情である。
戦争における殺人を一般の刑法で治めることは不適当なので一般に軍法が適用される。一部は戦争犯罪として国際的に罰せられる可能性がある。国際法が根拠とされることが多いが、しばしば法的根拠を欠く場合があり、国家間の政治的駆け引きの要素が強い。
また、国家元首や政府の高官など権力を持つ者が自国民を大勢殺害した場合、その国の法律では調査・訴追・公正な裁判を行うことが極めて困難である。そのため国際刑事裁判所が設けられた。一方で、一部の国はこの枠組みに参加しておらず、更にアメリカ合衆国は参加しないだけでなく、アメリカ国民を国際刑事裁判所に引き渡さないことを約する免責協定を結ぶよう各国に要請するなど、その趣旨に自国民を加えることに反対している。このため、その実効性を疑問視する声もある。
日本も長らくこの枠組みに参加しなかったが、国内法の整備が整い2007年7月17日、国際刑事裁判所ローマ規程を批准した。

## 殺人罪の歴史

### 正当化されていた行為
人を殺しても罪に問われない場合として、日本においては「敵討」が存在していたが、近代になって司法制度の整備が行われ、1873年（明治6年）2月7日、明治政府は第37号布告で『敵討禁止令』を発布し禁止となったことで、それ以降は敵討が起因した殺人でも犯罪となっている。また、旧刑法311条には、「本夫其妻ノ姦通ヲ覚知シ姦所ニ於テ直チニ姦夫又ハ姦婦ヲ殺傷シタル者ハ其罪ヲ宥恕ス」との規定が存在し、姦通した妻やその相手をその場で夫が殺す行為は罪に問われなかった。

## 近代刑法における犯罪類型

### 故意の有無による違い
日本やドイツなどの国では、故意の有無によって成立しうる犯罪類型が変わり、これらの国では、一般的に故意による殺人のほうが重い犯罪に該当する。
故意に人を殺す行為は、特殊な状況下にある場合（特に加重・減軽すべき事情がある場合）を除き、例えば日本ではb:刑法第199条の殺人罪、ドイツでは刑法212条の「故殺罪（Totschlag）」、中華人民共和国（中国）では刑法232条の殺人罪、大韓民国（韓国）では刑法250条の殺人罪が成立しうる。いずれも法定刑は重く、死刑存置国である日本・中国・韓国等では、最高で死刑が規定されている。
故意がない場合であっても、一定の場合は犯罪となりうる。過失により人を殺した場合、過失致死罪（日本ではb:刑法第210条の過失致死罪やb:刑法第211条の業務上過失致死罪等、ドイツ刑法222条、中国刑法233条、韓国刑法267条等）という犯罪が規定されている。

過失致死罪は、どれも比較的軽微な犯罪であり、特に日本では単純な過失致死罪だと最大でも50万円以下の罰金にしかならない。

### 客体による違い

#### 尊属殺
同じ殺人（故意によるもの）であっても、自己（または配偶者）の直系尊属等に対する殺人（尊属殺）に対しては、特に重い処罰が規定されていることがある（尊属殺重罰規定）。例えば韓国では、刑法250条2項に尊属殺人罪が規定されており、通常の殺人罪より法定刑が加重されている。以前は日本も刑法200条に尊属殺人罪が規定されていたが、1973年に出された違憲判決に基づき、1995年の改正により削除された。そのような経緯もあり、近年の尊属殺事件では有期刑の適用が多くなっている。

#### 卑属殺
尊属殺と同様、卑属に対する殺人についても加重類型が存在することもある。他方、日本では、歴史的にみて卑属殺はむしろ普通殺人よりも軽く扱われており、卑属殺が常に加重事由になるとはいえない。
アメリカでは三振法の規定もあり、終身刑を下す割合が多い。日本と中国では児童虐待罪は存在せず、台湾や韓国では児童虐待罪が導入されており最高刑が無期刑となっている。

#### 嬰児殺
卑属の中でも、嬰児に対する殺人は、むしろ減軽類型として独立した犯罪類型となることもある（韓国刑法251条等）。

#### 胎児殺
殺人の対象は「人」であるため、胎児は「人」に該当するのか、すなわち、胎児を殺害する行為は「殺人」に該当するのかという問題が存在する。
日本では、出生前の胎児が独立して殺人罪の客体となることは否定されているが、これを肯定する立法例も存在する。例えば、アメリカでは、30の州で胎児を客体に含める殺人罪法が制定されている。
もっとも、胎児を「人」と認めない場合であっても、堕胎はそれ自体が「堕胎罪」という犯罪を構成することがある。なお、ドイツでは、殺人罪等と同じく16章（生命に対する罪）に「堕胎罪（Schwangerschaftsabbruch）」が規定されている。

#### 自殺
殺人罪の客体は「他人」であり、自己を殺す行為、すなわち自殺が犯罪ではないというのは必ずしも自明のことではない。実際に自殺を犯罪と規定する立法例も存在する。過去には、カロリナ刑法典135条において「自己殺害の刑」が存在し、自殺者は財産が没収される旨が規定されていた。また、日本では自殺を直接犯罪と規定していないが、他人の自殺に関与する行為を自殺幇助罪（b:刑法第202条）と規定しており、これに関して自殺は違法である（ただし可罰的ではない）という解釈が有力である。

### 殺害状況による違い

#### 傷害致死
他人を傷害し、それにより相手を死亡させた場合、殺人の故意がなくてもただの傷害罪より重い犯罪が成立しうる。日本のb:刑法第205条（傷害致死罪）や、ドイツ刑法227条、韓国刑法259条等である。コモン・ローにおいては"Manslaughter"として、日本の旧刑法でいう故殺罪に近い範疇に分類される場合がある。

#### 他の重罪を伴う殺人
強盗や強姦、放火等の重罪を伴う殺人は、単純な殺人よりも加重されることがある。例えば、日本では強盗犯人が殺人を犯した場合、殺人罪（刑法199条）ではなく、強盗殺人罪（刑法240条）が成立する。また、殺人の故意がない場合も、各種の結果的加重犯の規定が存在し、死亡という事実によって刑が加重される。コモン・ローにおいては、重罪の実行行為中に人を殺した場合、故意の有無にかかわらず、全て"Murder"として、日本の旧刑法でいう謀殺に近い範疇の問題となる。

#### 自動車による殺人
自動車を運転している際に他人を殺害する場合、通常の殺人罪（故意の場合）や過失致死罪（過失の場合）ではなく、固有の犯罪として規定されていることがある。アメリカのジョージア州やルイジアナ州にも、「自動車運転殺人罪（Vehicular homicide）」とよばれる犯罪が存在する。

#### 放置による殺人
日本の殺人罪は作為・不作為を問わないため、殺意をもって保護を必要とする相手（幼児や老人等）を放置して殺害した場合は通常の殺人罪が成立し、殺意が認められない場合は遺棄致死罪（刑法219条）の成否が問題となる。ドイツ（刑法221条「遺棄致死罪（Aussetzung）」）や韓国（刑法275条「遺棄致死罪」）でも同様である。コモン・ローでは一般に"Manslaughter"として、日本の旧刑法でいう故殺罪に近い範疇の一類型とみられているが、保護責任の重い者が故意・重過失等で放置した場合は"murder"として、日本の旧刑法でいう謀殺に近い範疇の問題となる。

#### その他の加重事由
ドイツでは、快楽殺人や、性欲を満たすために殺人を犯した場合等は、刑法211条の「謀殺罪（Mord）」となり、故殺罪より刑が加重される。

### 犯罪の成否が問題となる行為

#### 同意殺人
相手方の同意に基づき人を殺した場合、殺人罪が成立するかという問題がある。日本では刑法202条に同意殺人罪という犯罪が存在し、一応犯罪は成立するが、法定刑は通常の殺人罪より軽い。ドイツ刑法216条も「明示的かつ真摯な嘱託」による場合は、通常の殺人罪ではなく同意殺人罪が成立すると規定している。

### コモン・ローにおける区別
英米の伝統的コモン・ローにおいては包括的概念としての殺人行為(homicide)があり、そのうち犯罪行為にあたる行為が、Murder（謀殺）、Manslaughter（故殺、過失致死）に分類されている。主として被告人の主観的要件に着目して分類されており、日本法にはない区分も存する。陪審制の下、事実審すなわち適用法規（構成要件の該当性）の決定権は陪審にあり、量刑を行う職業裁判官の裁量の余地を残さないよう細分化されている。
具体的な要件は州法によって定められており、州によって若干の差異がみられるが、一般的なコモン・ロー下の分類は以下の通りである。

#### 謀殺
事前悪意(Malice aforethought)をもって殺人を犯した場合。態様につき、さらに、2等級に分類される。
第一級謀殺(First-degree murder)
保険金殺人など周到な準備に基づく場合や、強盗・強姦・誘拐など他の重罪(Felony)の手段として意図的な殺害をした場合（重罪謀殺化の法理）情状酌量などが認められず、量刑も死刑または終身刑（100年を超える実質的終身刑を含む）。
第二級謀殺(Second-degree murder)
第一級謀殺以外の、一般的な事前悪意のある殺人。重い犯罪行為(Felony)の実行時に意図的でない殺害をした場合を含む（日本における強盗致死罪、強姦致死罪など結果的加重犯のうち致死に故意が無い場合と同旨の部分もある）。

#### 故殺
第三級謀殺(Third-degree murder)とも称される。日本法においては、過失致死罪は殺人罪と別の類型であるが、倫理観の欠如などにより明確な殺意に基づかない謀殺はManslaughterという概念に包括される。　

#### 過失致死
自発的過失致死(Voluntary manslaughter)
喧嘩における殺人、挑発行為に対する逆上時における殺人など、殺人の故意はあるが計画性のないもの。これに謀殺を加えたものが日本法の殺人罪に相当する。
非自発的過失致死(Involuntary manslaughter)
日本語でいう過失致死に近い(negligent homicide)が、死の結果について認識がある場合（認識ある過失）に適用される。